# Kayra Zabcı
Kayra Zabcı, all'anagrafe Kayra Aleyna Zabcı (Istanbul, 21 agosto 2001), è un'attrice turca.

## Biografia
Nata nel 2001 a Istanbul (Turchia) e originaria di Malatya da parte di padre, Kayra Zabcı nel 2006, all'età di cinque anni, ha iniziato la propria carriera di recitazione. Dopo l'istruzione primaria e secondaria, ha deciso di iscriversi presso la facoltà di belle arti dell'Università di Belle Arti Mimar Sinan e successivamente ha deciso di iscriversi presso il dipartimento di recitazione del conservatorio statale dell'Università di Istanbul.
Nel 2006, all'età di cinque anni, ha iniziato la propria carriera di recitazione dopo essere stata scelta per recitare nel film Küçük Kıyamet diretto da Durul Taylan e Yagmur Taylan. Nel 2012 e nel 2013 ha interpretato il ruolo di Ayşe Hümaşah Sultan nella serie televisiva storica in onda su Star TV Il secolo magnifico (Muhteşem Yüzyıl). È stata la prima a partecipare al concorso di bellezza Best Model Child Turkey a cui hanno partecipato bambini tra i nove e i quattordici anni, mentre nel 2013 è stata la prima a partecipare al concorso di bellezza Best Child Model of the World.
Nel 2013 ha preso parte al cast della serie in onda su Fox Harem. L'anno successivo, nel 2014, è entrata a far parte del cast della serie in onda su Kanal D Küçük Ağa e di quello della serie in onda su Star TV Aşktan Kaçılmaz. Nel 2015 ha interpretato il ruolo di Ada nel programma televisivo trasmesso su Planet Çocuk Aydamaya. L'anno successivo, nel 2016, ha fatto parte del cast della serie in onda su TRT 1 Seddülbahir 32 Saat. Nel 2017 ha interpretato il ruolo di Elif Agman nel film Yeni Başlayanlar İçin Hayatta Kalma Sanatı diretto da Burak Serbest.
Nel 2017 e nel 2018 è entrata a far parte del cast della serie in onda su Kanal D Vatanım Sensin. Nel 2018 e nel 2019 ha vestito i panni di Gülperi da giovane nella serie in onda su Show TV Gülperi. Nel 2019 e nel 2020 è stata scelta per interpretare il ruolo di Yasemin nella serie in onda su TV8 My Home My Destiny (Doğduğun Ev Kaderindir), insieme agli attori Demet Özdemir e İbrahim Çelikkol. Nel 2022 ha ricoperto il ruolo di Oya nella serie in onda su TV8 Canım Annem e quello di Zehra nella web serie di Netflix Another Self. Nel 2022 e nel 2023 ha ottenuto il ruolo di Seferiye Hatun nella serie in onda su TRT 1 Alparslan: Büyük Selçuklu. Nel 2024 è stata scritturata per interpretare il ruolo di Asporça Hatun nella serie televisiva storica in onda su ATV Kuruluş Osman.

## Filmografia

### Cinema
- Küçük Kıyamet, regia di Durul Taylan e Yagmur Taylan (2006)
- Yeni Başlayanlar İçin Hayatta Kalma Sanatı, regia di Burak Serbest (2017)

### Televisione
- Il secolo magnifico (Muhteşem Yüzyıl) – serie TV, 3 episodi (Star TV, 2012-2013)
- Harem – serie TV, 3 episodi (Fox, 2013)
- Küçük Ağa – serie TV, 2 episodi (Kanal D, 2014)
- Aşktan Kaçılmaz – serie TV, 11 episodi (Star TV, 2014)
- Seddülbahir 32 Saat – serie TV, 4 episodi (TRT 1, 2016)
- Vatanım Sensin – serie TV, 3 episodi (Kanal D, 2017-2018)
- Gülperi – serie TV, 14 episodi (Show TV, 2018-2019)
- My Home My Destiny (Doğduğun Ev Kaderindir) – serie TV, 12 episodi (TV8, 2019-2020)
- Canım Annem – serie TV, 5 episodi (TV8, 2022)
- Alparslan: Büyük Selçuklu – serie TV, 34 episodi (TRT 1, 2022-2023)
- Kuruluş Osman – serie TV (ATV, dal 2024)

### Web TV
- Another Self – web serie, 2 episodi (Netflix, 2022)

## Programmi televisivi
- Aydamaya (Planet Çocuk, 2015)

## Doppiatrici italiane
Nelle versioni in italiano dei suoi film e delle sue serie TV, Kayra Zabcı è stata doppiata da:
- Sara Torresan[27] in My Home My Destiny[28]